# الأميرة فوقية بنت فؤاد الأول
الأميرة فوقية (6 أكتوبر 1897 - 8 فبراير 1974)، ولدت في قصر الزعفران بالقاهرة وهي الثانية من أبناء الأميرة شيوه كار الزوجة الأولى للملك فؤاد الأول بعد ابنهما الأول الأمير إسماعيل والذي مات قبل أن يتم عام من عمره وهي كذلك الأخت غير الشقيقة للملك فاروق وأخواته البنات: فوزية وفايزة وفائقة وفتحية.

## حياتها
تزوجت من محمود فخرب باشا وأنجبت منه ولدا واحدا هو أحمد وكان قصرهما مطلا على النيل في منطقة الدقي وقد تحول حاليا إلى مبنى ملحق بمجلس الدولة.
باعت الأميرة فوقية قصر الدقي لأختها الأميرة فائقة لتعيش فيه هي وزوجها فؤاد أحمد صادق بعد عودتهما من أمريكا سنة 1950.
ثم غادرت الأميرة فوقية مصر لتعيش في زيورخ بسويسرا وعاشت في عزلة تامة في أحد فنادق زيوريخ إلى أن توفيت سنة 1974 ، وقد سمح الرئيس أنور السادات بأن تدفن في مصر.